# Teakboom
De teakboom (Tectona grandis) is een boom die meer dan 40 meter hoog kan worden. Het is een bladverliezende boom, iets wat in de tropen veel minder gebruikelijk is dan in de gematigde streken. In de tropen zijn immers geen winters. De teakboom komt van nature voor in het moessonwoud, waar jaarlijks een natte periode afgewisseld wordt door een droge periode. In de droge periode verliest de boom zijn blad. De zachtharige bladeren zijn zeer groot.
De teakboom bloeit van juni tot augustus. De bloemen van de sterk vertakte, piramidevormige bloeiwijze zijn heel klein en hebben 5 - 6 meeldraden. Gedurende de rijping van de vrucht zwellen de lichtgroene kelkbladeren sterk op. De kogelronde vruchten zijn viltig behaard. In het verse hout komt een zeer bittere hars voor, dat insecten afstoot.

## Hout
Deze boom is bekend om het teakhout en wordt daarom veel aangeplant. Er is in Nederland veel kennis over teakbomen vanwege de ervaring met teakplantages in het toenmalige Nederlands-Indië. Tegenwoordig zijn er plantages op alle continenten. Deze kwamen regelmatig in het nieuws vanwege beleggingsconstructies, maar de AFM heeft ingegrepen.
Teakhout is te vinden in tal van schakeringen van bruin, soms met een gouden zweem. Het is al eeuwenlang bekend en is geprezen wegens de weerstand tegen alle weersinvloeden. Het is zeer gewild in de scheepsbouw (vooral dure jachten), meubelsector, parketvloer, snijkunst en beeldhouwen, schrijnwerk, paneelwerk-lambrisering, draaierij, fineren, enz. Teak is rijk aan natuurlijke oliën: deze dragen bij aan de duurzaamheid. Niet onbelangrijk: teak veroorzaakt geen roest of corrosie wanneer het in contact komt met metaal.
Er is in de vorige eeuw (te) veel en ongecontroleerd gekapt. Vanuit Birma wordt nog volop teakhout van illegale herkomst het land uitgevoerd.

## Etymologie
De naam is afgeleid van de naam voor deze boom in het Malayalam, een taal uit het zuiden van India.

## Galerij

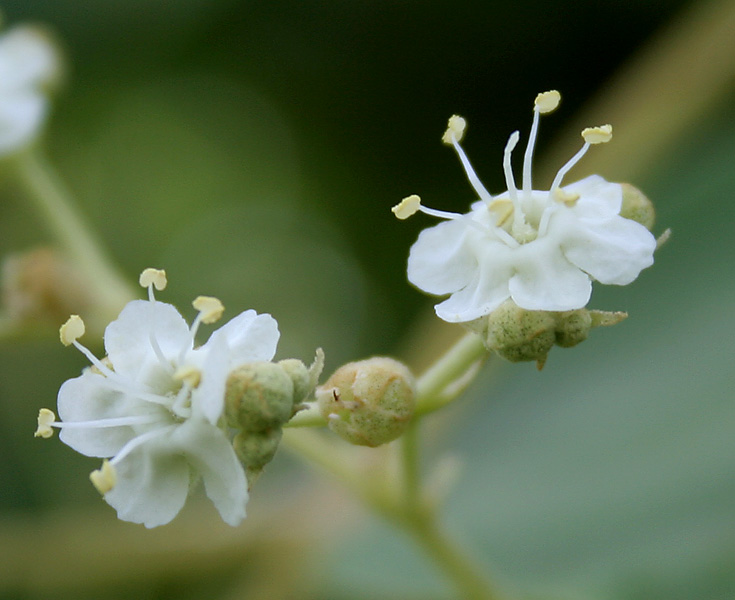
Bloemen
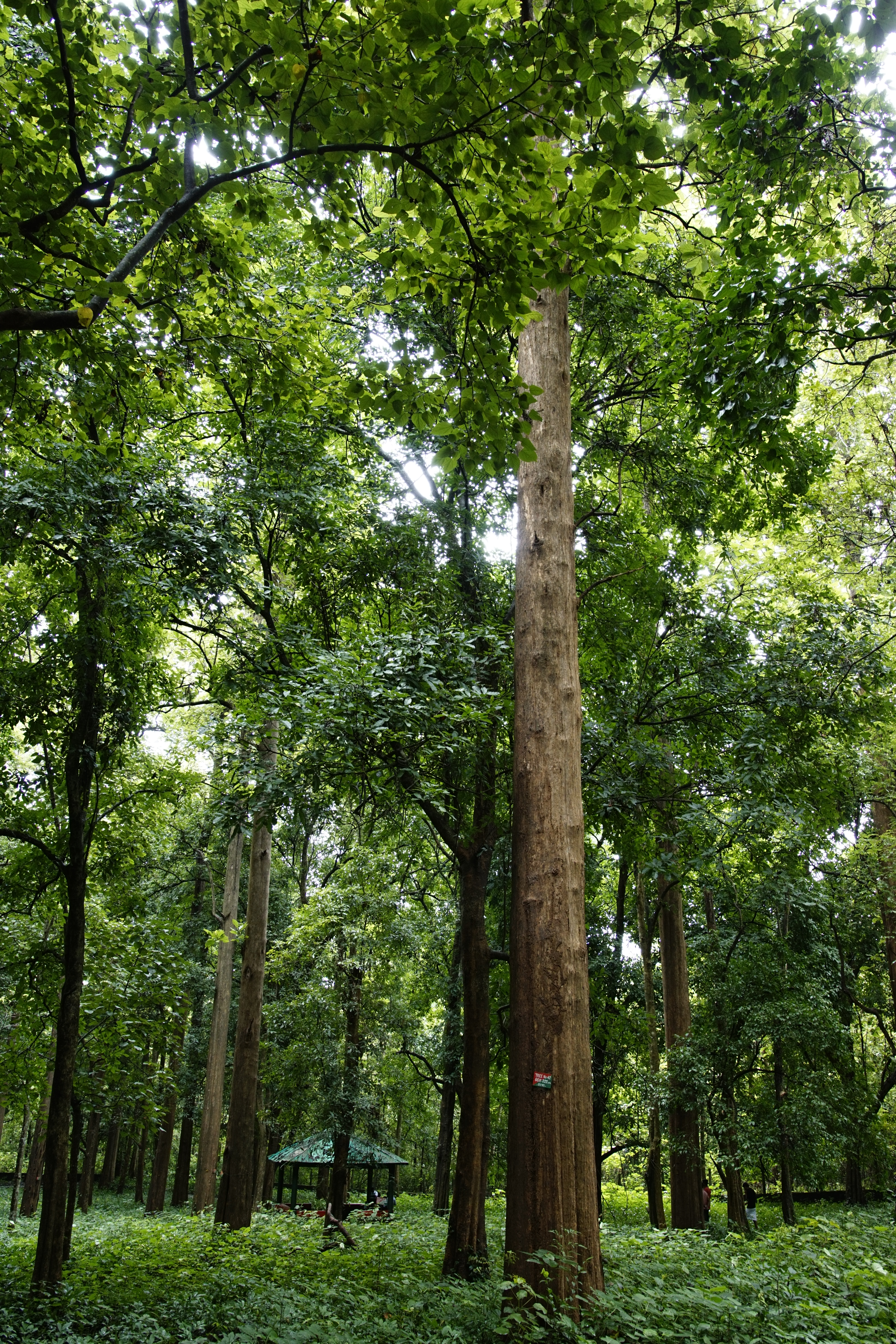
Teakboom